# سیارک ۴۲۰۲
سیارک ۴۲۰۲ (به انگلیسی: 4202 Minitti، نامگذاری:1985CB2) چهار هزار و دویست و دومین سیارک کشف شده‌است که در ۱۲ فوریه ۱۹۸۵ کشف شد.
قدر مطلق سیارک برابر ۲۱.۴ است.